# Colina Coleta de Dados

Quatro imagens registradas pelo instrumento LORRI (Long Range Reconnaissance Imager) e com auxílio do instrumento Ralph, abordos da sonda New Horizons, foram sobrepostas nesta espetacular composição afim de criar a visão do globo de Plutão. As imagens foram capturadas quando a sonda estava a 450 mil quilômetros de distância do planeta-anão, e apresentam características tão pequenas quanto 2.2 quilômetros, no qual está destacada a área com nomenclatura em português. Divulgação: GOASA - Crédito: © NASA/JHUAPL/SwRI

Colina Coleta de Dados é uma área em Plutão, localizada na região interna das planícies suaves da Planice Sputnik, área que compõe o lóbulo ocidental da vasta e brilhante Tombaugh Regio (a área apelidada de Coração).
As colinas foram batizadas em 28 de julho de 2015 pela equipe de pesquisa da missão New Horizons, homenageando o primeiro satélite brasileiro lançado ao espaço em 9 de fevereiro de 1993, o Satélite de Coleta de Dados 1 (SCD-1), no entanto, a área ainda não foi reconhecida pela União Astronômica Internacional (UAI, na sigla em inglês).
Estima-se que a área 'Coleta de Dados seja formada por cinco colinas ao todo, próximas dos Montes al-Idrisi, tendo uma superfície gélida.